# Jan Johansen (político)
Jan Johansen (nascido em 12 de dezembro de 1955, em Svendborg) é um político dinamarquês, membro do Folketing pelo partido dos sociais-democratas. Ele foi eleito para o parlamento nas eleições legislativas dinamarquesas de 2011.

## Carreira política
Johansen fez parte do conselho municipal do município de Munkebo de 1997 a 2006 e actuou como vice-prefeito de 2001 a 2006. Em 2006, o município foi fundido com o município de Kerteminde e Langeskov para formar o novo município de Kerteminde. Ele fez parte do conselho municipal deste novo município de 2006 a 2011.
Johansen foi eleito pela primeira vez para o parlamento nas eleições de 2011. Foi reeleito em 2015 e 2019.